# Günter Kahl
Günter Kahl (* 1943 in Litzmannstadt im Warthegau, heute Łódź in Polen; † 12. März 2023) ist ein deutscher Journalist.

## Leben
Kahl wurde 1943 in Litzmannstadt geboren und wuchs nach der Vertreibung seiner Familie aus Polen im Flensburg der unmittelbaren Nachkriegszeit auf.
Günter Kahl hat als Journalist und Autor vor allem zu sozialen Themen gearbeitet. Für seine Reportage Die Komplizen über Totschlag in Polizei-Uniform wurde er 1981 mit dem Egon-Erwin-Kisch-Preis ausgezeichnet.
Er verstarb am 12. März 2023 und hinterließ seine Frau Liesel Kahl sowie drei Kinder.

## Werke
- Hier bin ich – Nachkriegsjahre, Fragmente. Landeszentrale für politische Bildung Schleswig-Holstein, Kiel 2006.
- Doppelkopf – fremdenfeindliche Gewalt junger Menschen; Analysen und Impressionen. Landeszentrale für politische Bildung Schleswig-Holstein, Kiel 1995.
- Frakturen – das Verfahren vor dem Oberlandesgericht Schleswig über den Anschlag auf die Lübecker Synagoge am 25. März 1994. Landeszentrale für politische Bildung Schleswig-Holstein, Kiel 1995.
- Das Verfahren vor dem Oberlandesgericht Schleswig über die Anschläge in Mölln im November 1992 – Dokumente und Eindrücke. Landeszentrale für politische Bildung Schleswig-Holstein, Kiel 1994.
- Kein Thema. Beltz, Weinheim 1982.